# Villa El Carmen
Villa El Carmen é um município da Nicarágua, situado no departamento de Manágua. Tem 562 km² de área e sua população em 2020 foi estimada em 37.169 habitantes.